# Życie od kuchni
Życie od kuchni (ang. No Reservations) – amerykańska komedia romantyczna z 2007. Film jest remakiem niemieckiego filmu Tylko Marta z 2001.

## Treść
Kate, szefowa kuchni w ekskluzywnej restauracji na Manhattanie, dowiaduje się o śmierci swojej siostry. Musi teraz zaopiekować się jej dziewięcioletnią córką, Zoe. W tym samym czasie w restauracji podejmuje pracę Nick, sous-szef, który uwielbia operę i kuchnię włoską.

## Obsada
- Catherine Zeta-Jones jako Kate Armstrong
- Aaron Eckhart jako Nick
- Abigail Breslin jako Zoe
- Patricia Clarkson jako Paula
- Jenny Wade jako Leach
- Bob Balaban jako Terapeuta
- Brían F. O’Byrne jako Sean
- Lily Rabe jako Bernadette
- Eric Silver jako John
- Arija Bareikis jako Christine
- John McMartin jako pan Peterson
- Celia Weston jako pani Peterson
- Zoë Kravitz jako Charlotte
- Matthew Rauch jako Ken